# Lipowiec (gmina)
Lipowiec – dawna gmina wiejska istniejąca w latach 1946–1954 w woj. olsztyńskim (dzisiejsze woj. warmińsko-mazurskie). Siedzibą władz gminy był Lipowiec.
Gmina Lipowiec powstała po II wojnie światowej na terenie tzw. Ziem Odzyskanych. W dniu 28 czerwca 1946 roku, jako jednostka administracyjna powiatu szczycieńskiego, gmina weszła w skład nowo utworzonego woj. olsztyńskiego. Według stanu z 1 lipca 1952 roku gmina była podzielona na 12 gromad: Gawrzyjałki, Kiełbasy, Kipary, Lesiny, Lipowiec, Łuka, Niedźwiedzie, Nowa Wieś, Prusowy Borek, Wały, Wawrochy i Zieleniec.
Gmina została zniesiona 29 września 1954 roku wraz z reformą, wprowadzającą gromady w miejsce gmin. Jednostki nie przywrócono 1 stycznia 1973 roku po reaktywowaniu gmin.
Zobacz też: gmina Lipowiec Kościelny (współczesna gmina w powiecie mławskim)